# Danmarks ambassade i Brasília
Danmarks ambassade i Brasília er Danmarks diplomatiske mission i Brasilien. Ambassaden er også ansvarlig for Guyana og Surinam. Ambassaden ligger på SES - Avenida das Nações, Quadra 803, Lote 15 i Brasília, Distrito Federal, nabo til de tre andre nordiske ambassader.
Ambassaden blev etableret i 1976 og var den første danske ambassade i Sydamerika. Ambassaden fungerer som et bindeled mellem Danmark og Brasilien og arbejder på at styrke det bilaterale samarbejde på forskellige områder som handel, politik og kultur.
Ambassadøren, der leder ambassaden, er for tiden Eva Pedersen. Ambassaden har også et team af medarbejdere, der arbejder på forskellige områder som handel, politik og kultur.
Ambassaden har en række opgaver, herunder at beskytte danske borgeres rettigheder og interesser i Brasilien, bistå danskere, der rejser til Brasilien, og arbejde for at fremme handel og investeringer mellem Danmark og Brasilien. Ambassaden arbejder også på at styrke kulturelle bånd mellem de to lande gennem forskellige kulturelle arrangementer og projekter.
Ambassaden har et tæt samarbejde med en række danske og brasilianske organisationer og virksomheder. Ambassaden arbejder også tæt sammen med de danske konsulat i São Paulo, samt honorærkonsuler i Recife, Curitiba, Fortaleza, Manaus, Porto Alegre, Rio de Janeiro, Salvador (Bahia) og Belo Horizonte.

## Historie
Diplomatiske forbindelser mellem Brasilien og Danmark begyndte efter Brasiliens uafhængighed i 1829. I 1922 blev et dansk kulturkontor åbnet i Rio de Janeiro.
Opførelsen af den nye hovedstad Brasília i 1960 gjorde det naturligt for Danmark at etablere en ambassade i byen. Det var også et strategisk valg, da Brasília ligger centralt i Brasilien og dermed lettere kan nå ud til andre dele af landet. Den danske ambassade stod færdig i 1976 efter fem års arbejde og er tegnet af Jørgen Bo.